# Bommecke
Die Bommecke ist ein Nebenfluss der Lenne auf dem Gebiet der Stadt Plettenberg im Märkischen Kreis in Nordrhein-Westfalen.
Der Bach hat seine Quelle westlich des Kernortes Plettenberg. Von dort fließt er zunächst in nördlicher Richtung und dann in westlicher Richtung durch Böddinghausen. Er mündet am nördlichen Ortsrand von Papenkuhle in die Lenne.
Entlang der Bommecke liegt das 51,20 ha große Naturschutzgebiet Bommecketal.